# Movimiento autónomo

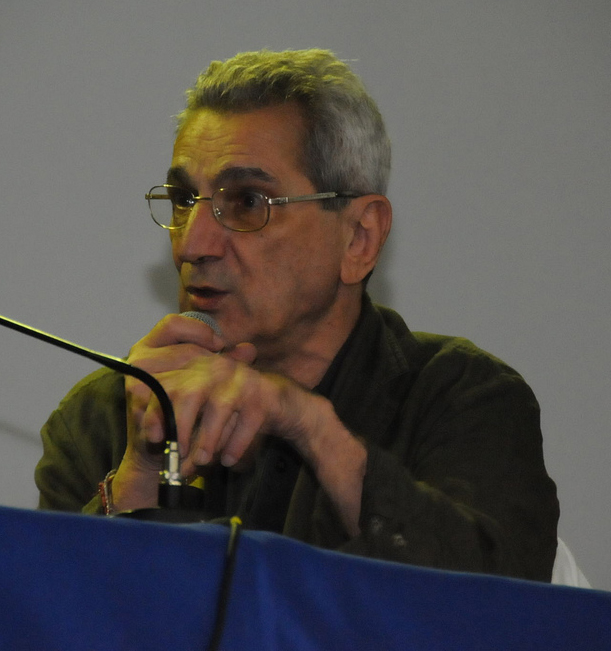
Antonio Negri, teórico principal del autonomismo italiano.

El movimiento autónomo o autonomismo es una corriente política surgida desde la izquierda política y es, en algunos casos, parte de las interpretaciones del marxismo libertario (principalmente), y llega a coincidir con algunos postulados del anarquismo. Promueve un desenvolvimiento democrático y socializante del poder político, la democracia participativa, la horizontalidad, y una constante adecuación de las estrategias y tácticas a las realidades concretas de cada espacio.
Se caracteriza por criticar y evitar el vanguardismo y el burocratismo de los partidos y los sindicatos de izquierda clásicos desde un discurso anticapitalista, antiestatista[cita requerida], antiautoritario, antitotalitario y progresista. Esto apunta a analizar, criticar y evitar en la vivencia la determinación de las estructuras de poder de la sociedad capitalista y estatal, para así crear una autodeterminación de la vida que se base en la capacidad positiva y productiva de los sectores subalternos dentro de la modernidad, y así también determinar a la sociedad. Sus partidarios suelen ser llamados "autónomos" o "autonomistas".
Desde el punto de vista de la estrategia, entre los autonomistas existe la importante tendencia a enfatizar la política prefigurativa,[cita requerida] o aquella acción que de entrada contenga las formas sociales que se desean instalar como la norma de la sociedad. Así también, se da en esta filosofía política las ideas relacionadas de la posibilidad de experimentación social y de la "rebeldía en el ahora"; por ende el movimiento es crítico con aquellas visiones políticas que aspiran a un mundo mejor que solo puede ser capaz de hacerse realidad "después de" realizar la revolución y no antes, como postulan los autonomistas.

## Historia

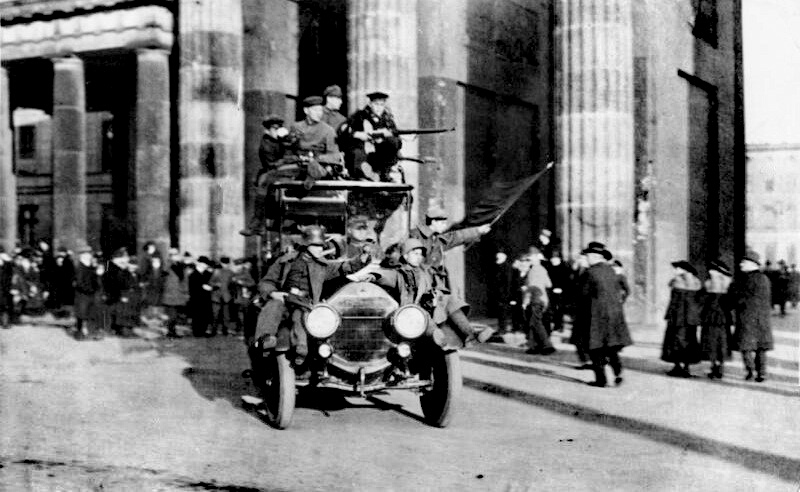
Revolución de noviembre de 1918: soldados revolucionarios con la bandera roja en la Puerta de Brandeburgo, Berlín.

Tiene antecedentes importantes en posiciones de marxismo libertario como el comunismo consejista y la izquierda comunista así como en el anarquismo, anteriormente se identificaba como operaísmo. Después de las revueltas europeas de fines de los sesenta emergería la posición autónoma con más fuerza liderada por movimientos de trabajadores y de estudiantes que se rebelaban contra el vanguardismo y burocratismo de los partidos comunistas. 
Al llegar el fin de la década de los setenta, esta posición influenciaría posteriores que tomarían más diversidad al incorporar nuevas luchas, como las de los migrantes o las del feminismo y tendría nuevas expresiones, como las de los centros sociales y el movimiento okupa en general, y ya en la década de 2000 la iniciativa renovadora del primero de mayo tradicional conocida como EuroMayDay o en América Latina el neozapatismo, alejándose de esta manera, del tradicional sujeto revolucionario, al menos perdiendo este su exclusividad. En todo caso, hay que tomar en cuenta que la crítica al excesivo énfasis o la identificación del sujeto privilegiado revolucionario como la clase obrera ha existido siempre dentro del socialismo. Se podría decir que el anarquismo promueve las posiciones autonomistas en forma más constante que el marxismo aunque es claro que muchos que se identifican como "autónomos" no se adhieren al anarquismo o tampoco necesariamente al marxismo. Así mismo existen algunos anarquistas que se adhieren a las posiciones y movimientos autónomos.

### Los sesenta y setenta: la crítica a los partidos comunistas y las revueltas obreras y estudiantiles
En la mitad de los años sesenta la izquierda mundial se vio impactada por eventos como las descolonizaciones y los en el Tercer mundo. Por otro lado en la China de Mao Tse Tung se impulsaba el proceso conocido como la Revolución Cultural. Este movimiento se caracterizaba por querer criticar el burocratismo y en mucho era llevado a la práctica por estudiantes radicalizados que denunciaban a los viejos dirigentes del partido en sus prácticas burocráticas o en sus privilegios. Aunque este movimiento se mantenía dentro del proyecto de partido único dirigista y por tanto dentro del leninismo, de todas formas fue fuente de inspiración en todo el mundo para una nueva generación de militancia revolucionaria que quería renovar a la izquierda en lo que veía como estancamiento en las posiciones, sobre todo de los Partidos Comunistas tradicionales y de la socialdemocracia.
El fin de los años sesenta vería una revuelta estudiantil de alcance global. Es famosa la revuelta estudiantil del Mayo de 1968 en Francia. También habría que considerar las revueltas en países como EE. UU., Alemania, Bélgica y Japón. En el contexto de la Primavera de Praga en Checoslovaquia estudiantes fueron actores principales de los acontecimientos, así como en Polonia y Yugoslavia. En el contexto latinoamericano son famosos los eventos de la matanza de Tlatelolco, en la cual estudiantes en la Ciudad de México fueron acribillados por el Ejército mexicano. En particular es interesante notar que dentro del movimiento estudiantil mexicano de esa época existían algunas corrientes de pensamiento de marxismo libertario y freudomarxismo influidas pensadores de la Escuela de Frankfurt, en particular Herbert Marcuse. También en Argentina, especialmente en la revuelta del Cordobazo, los estudiantes tuvieron protagonismo esencial. 
Lo que puede unir a estas luchas tan distantes en el globo es en algunos casos la crítica a las concepciones y práctica de la izquierda tradicional por parte de estudiantes radicalizados con un discurso más libertario que la izquierda marxista clásica y en algunos casos articulado a nociones de freudomarxismo, de relecturas de marxistas heterodoxos antes mencionados o de profundización del concepto de la alienación.

### La influencia de laInternacional Situacionista

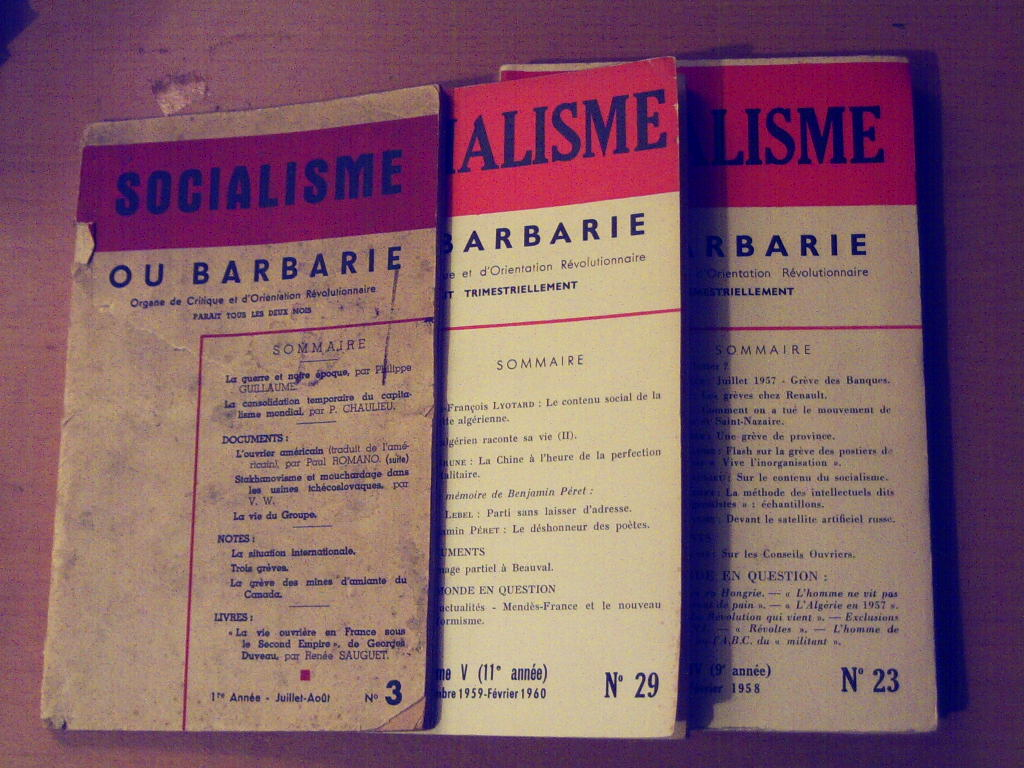
Ejemplares de la revista francesa Socialismo o barbarie.

Habría que mencionar aquí al aporte reflexivo del situacionismo, el cual se inspiraba en el comunismo consejista y en la reflexión en el tema de la alienación y la reificación. Esta tendencia logró internacionalizarse y tendría influencia importante en los movimientos autónomos de los setenta. Así las críticas principales a los partidos de izquierda tradicionales, a las universidades, al sistema del capitalismo y al estado iban hacia el burocratismo, el autoritarismo y la centralización de estas instituciones. El legado principal para los movimientos autónomos de los setenta del situacionismo sería la problematización de la vida diaria y su experiencia subjetiva y la no intermediación en la resistencia y la lucha por parte de sindicatos, partidos u otras entidades burocráticas. Así en estos aspectos el situacionismo era tal vez la corriente más radical y renovadora de las existentes dentro del mayo francés que también incluyó a diversos tipos de marxismos-leninismos.
La discusión en torno a estos nuevos temas también llegó a penetrar a sectores de obreros organizados. En el mayo del '68 los obreros franceses acompañaron en las protestas a los estudiantes para después de lograr un alza salarial regresar al trabajo normalmente, tal como mandó el Partido Comunista Francés. En Italia, en cambio las revueltas obreras continuaron en forma importante hasta casi fines de la década de los setenta y, como veremos, en muchos casos tomaran unos caminos teórico-prácticos a los que se ha dado en llamar la línea del operaísmo.

### El movimiento autónomo en Italia y su legado teórico
La línea autonomista extraparlamentaria dentro de la izquierda comunista italiana comenzó a tomar fuerza en la década de los sesenta. En ese entonces comenzaba a hacerse más fuerte la insatisfacción de los comunistas obreros y estudiantes con la línea política del Partido Comunista Italiano así como con los sindicatos cercanos a él o los de la socialdemocracia. Estas posiciones motivaron cada vez más la autoorganización de estos sectores.
Desde estas posiciones aparecieron reflexiones inspiradas en los escritos de Socialismo o barbarie en Francia y la Tendencia Johnson-Forest de EE. UU. de décadas anteriores. Estos escritos trataban de estudiar las vidas de los trabajadores y las resistencias obreras que incluían varias formas de acción directa. Estas influenciaron a revistas de reflexión teórica militante como Quaderni Rossi, junto con su sucesor Classe Operaia, las cuales fueron influyentes en el desarrollo de la perspectiva autónoma italiana. Estas dos revistas fueron fundadas por Antonio Negri y Mario Tronti. La primera existió entre 1961 y 1965 y la segunda entre 1963 y 1966.
Ya a fines de la década de los sesenta estaban activos dos grupos de obreros organizados bajo esta perspectiva. Por un lado estaba Lotta Continua, liderado por Adriano Sofri y Potere Operaio, liderado por Antonio Negri, Franco Piperno, Oreste Scalzone, y Valerio Morucci. Estos desarrollaron reflexiones y prácticas de acción directa frente a los patrones y el estado en algunos casos reminiscentes del anarcosindicalismo.
El movimiento estudiantil autónomo apareció con fuerza desde 1966 y realizaba varias acciones directas como revueltas, ocupaciones de edificios universitarios y otras medidas, como el rehusarse a pagar por servicios públicos como transporte, la electricidad, gas, renta y comida. Muchos enfrentamientos ocurrieron entre los estudiantes y la policía durante las ocupaciones de universidades en el invierno de 1967-1968, durante las ocupaciones obreras de Fiat en marzo de 1968, y en Roma durante la "Batalla de Valle Giulia". El contenido básico de estas acciones era desafiar abiertamente las formas del capitalismo así como la propaganda por el hecho. Las organizaciones como Potere operaio y Lotta continua desaparecieron a comienzos y mediados de los setenta. El periódico Lotta continua siguió existiendo hasta 1982. 
A mediados de los setenta comenzó a gestarse un importante movimiento de Radio libre emprendido por los nuevos militantes autónomos. Entre las más importantes radios estuvieron Radio Onda Rossa de Roma, Radio Alice de Bolonia, Controradio de Florencia, Radio Sherwood de Padua y otras menores, en Italia. Las nuevas formas que impulsaban los movimientos autónomos desafiaban las viejas estructuras y formas de la izquierda tradicional. Así describe un participante en esos movimientos, el filósofo-militante Franco Berardi (Bifo):

"Pensemos en las radios libres italianas de los años '70. En aquellos años en Italia existía un monopolio estatal de la telecomunicación y estaba prohibida la emisión privada. La izquierda política, en especial el PCI, denunciaba a los activistas mediáticos de Radio Alice a los que acusaba de romper el sistema público de comunicación y de abrir así el camino a los medios privados. ¿Hay que pensar que tenía razón la izquierda estatista que se oponía a al proliferación comunicativa en nombre de la defensa del sistema público? No lo creo así. Creo que la izquierda tradicional se equivocaba por varias razones. Ante todo, porque el fin del monopolio público estaba ya inscrito en la evolución de la tecnología de la comunicación. En segundo lugar, porque la libertad de expresión es mejor que la centralización estatal de los medios. En ese momento la izquierda representaba una fuerza de conservación estatista, tanto en Italia como en los países del Este de Europa".
Franco Berardi (Bifo)

La dispersión del movimiento a mediados de los setenta fue corregida entre 1976 y 1978 por el nuevo movimiento conocido como Autonomía Operaia. En este siguieron participando figuras más antiguas como Oreste Scalzone, Franco Piperno, Antonio Negri y Franco Berardi, también conocido como "Bifo" (en la Radio Alice). El movimiento se puso activo especialmente en 1977 después del asesinato por parte de la policía del miembro de Lotta Continua Francesco Lo Russo en Bolonia. Este evento causó una serie de demostraciones en toda Italia. La universidad de Bolonia y La Sapienza de Roma fueron ocupadas por el movimiento de estudiantes. La dura represión estatal fue denunciada desde Francia por intelectuales simpatizantes del movimiento como Michel Foucault, Jean-Paul Sartre, Gilles Deleuze y Félix Guattari, los cuales también se opusieron a la crítica del Partido Comunista Italiano de la ocupación de la universidad de Bolonia. En este tiempo el PCI estaba promoviendo su nueva política de eurocomunismo y el llamado "Compromiso histórico" con la Democracia Cristiana.

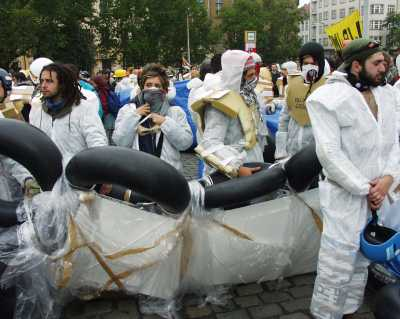
Miembros del movimiento social italiano Tute bianche.

Habría que tomar también en cuenta otras corrientes que participaron en las revueltas de 1977, o lo que se ha llegado a llamar el movimiento del '77. Por un lado este fue protagonizado por el grupo Indiani Metropolitani, el cual recuperaba los aportes del situacionismo, el dadaísmo y el happening en la lucha. Por otro lado está el sector que decidió tomar las armas, como fue el caso de las Brigadas Rojas, las cuales se hicieron internacionalmente famosas por el secuestro y asesinato del diputado democristiano Aldo Moro. 
Tras este incidente los grupos autónomos sufrieron una oleada represiva que terminó encarcelando a muchos de los militantes, como fue el caso del mismo Antonio Negri, el cual fue acusado de participar en el plan que asesinó a Aldo Moro. Esta oleada represiva debilitó mucho al movimiento. Este terminó influenciando a nuevos militantes jóvenes en los ochenta y noventa, sobre todo en el movimiento de centros sociales y en el de sindicalismo de base. El movimiento autónomo italiano actual también participa en el movimiento de migrantes y desempleados. En mucho gira actualmente alrededor de los Centros sociales. Organizaciones que ganaron notoriedad después de los eventos de la cumbre del G8 en Génova son Tute Bianche y la Asociación Ya Basta.

### El desarrollo teórico deloperaísmoy autonomismo italianos
Michael Hardt ha afirmado que en el movimiento autónomo italiano de los sesenta y setenta "la diferencia del pensamiento italiano respecto al de otros países, sin embargo, no puede comprenderse sin haber entendido, de alguna manera, la diferencia señalada de los movimientos sociales y políticos italianos. La teorización, de hecho, en los últimos treinta años, ha cabalgado en la onda de los movimientos, emergiendo como parte de una práctica colectiva. Los escritos siempre han tenido una inmediatez política real: daban la impresión de haber sido realizados en momentos robados, semejantes a una noche profunda, a fin de interpretar la lucha política del día previo y preparar las luchas sucesivas. Durante mucho tiempo, muchos de estos autores eran por un lado teóricos, por otro continuaban diariamente con su militancia política activa". Así pues se elaboró una serie de posicionamientos y elaboraciones teórico-estratégicas sobre la lucha anticapitalista desde la práctica misma. 
En tanto pues emergen algunos conceptos importantes y una línea argumentativa que habría que considerar (las cursivas no están en el texto original):

"La teorización política radical más significativa de este periodo tuvo que ver con la autonomía emergente de la clase trabajadora respecto al capital, el poder de esta clase para generar y sostener formas sociales y estructuras de valoración independientes de las relaciones de producción capitalista y, análogamente, la autonomía potencial de la fuerza social del dominio del Estado. Uno de los eslóganes principales del movimiento fue "el rechazo del trabajo", que no significaba un rechazo de la actividad creativa o productiva, sino más bien un rechazo del trabajo dentro de las relaciones de producción determinadas del capital. El anticapitalismo de los grupos de trabajadores y estudiantes se traduce directamente en una oposición generalizada al Estado, a los partidos tradicionales y a los sindicatos institucionales".

En la autovaloración por parte de los sectores subalternos está el hecho autonómico:

"La teoría política que emergía de estos movimientos intentaba formular nociones democráticas alternativas de poder e insistía sobre la autonomía de lo social contra el dominio del Estado y el capital. La autovaloración era el concepto principal que circulaba en el movimiento, y se refería a las formas sociales y las estructuras de valorización que eran relativamente autónomas y suponían una alternativa efectiva a los circuitos de valorización capitalista. La autovaloración era considerada la piedra sobre la cual construir una nueva forma de socialidad, una nueva sociedad.

Así pues:

"...que la vida social no depende sólo de la regulación disciplinar impuesta por el poder económico, sino también de los desplazamientos, los deslizamientos y las disoluciones que constituyen el proceso de autocomposición de la sociedad viva. Lucha, retirada, alienación, sabotaje, líneas de fuga del sistema de dominio capitalista.
Ese es el significado de la expresión "rechazo del trabajo". Rechazo del trabajo significa muy sencillamente: "no quiero ir a trabajar porque prefiero dormir". Esta pereza es la fuente de la inteligencia, de la tecnología y del progreso. Autonomía es la autorregulación del cuerpo social, en su independencia y en sus interacciones con la norma disciplinar
 Franco Berardi (Bifo)

En tanto una comprensión sobre la experiencia teórico-práctica del operaísmo italiano implica entender conceptos como autonomía, autovaloración, y rechazo del trabajo. Pero de esta conceptualización se desprende el enfoque analítico que ha sido llamado obrerista en tanto toma como punto de partida a la clase trabajadora en el análisis y no al sistema social hegemónico, como suele ser muy común en el marxismo tradicional. Así lo que se quiere lograr es una evaluación de obstáculos y posibilidades en la lucha y autovaloración de los sectores subalternos tomando en cuenta la constante recomposición del tejido social que se da debido a la lucha de clases.

### El movimiento autónomo en Francia y Alemania
Francia
La situación fue muy diferente en Francia que en Italia después de 1968. Mientras que las revueltas obreras fueron constantes hasta los setenta en Italia, en Francia estas fueron casi inexistentes. De todas formas el movimiento y la reflexión del autonomismo italiano influencio en Francia en formas diversas. Así pues tenemos la publicación llamada Matériaux pour l'intervention (1972-1973) de Yann Moulier-Boutang, un economista francés cercano a Antonio Negri. Esto conduciría a la creación del grupo Camarades (1974-78) por Moulier-Boutang. Junto con otros, Moulier-Boutang se uniría al Centre International pour des Nouveaux Espaces de Liberté (CINEL), fundado tres años antes por Félix Guattari, y daría refugio a 300 activistas italianos en Francia acusados de terrorismo.
El movimiento autónomo así se organizó en la AGPA (Assemblée Parisienne des Groupes Autonomes 1977-78). Muchas tendencias estaban presentes en esta, como por ejemplo la Organisation communiste libertaire (OCL - un grupo anarco-comunista), el grupo conocido como "Autonomía deseante" de Bob Nadoulek, y también okupas y otro tipo de grupos. Los autónomos franceses también apoyaron a prisioneros políticos de la guerrilla Rote Armee Fraktion alemana (RAF).
En este contexto apareció el grupo militante Action Directe en 1979. Aparentemente el grupo asumió responsabilidad por los asesinatos del Gerente de Renault Georges Besse. Después se sugirió que el asesinato en realidad había sido provocado por los servicios de inteligencia iraníes. Action Directe se disolvió en 1987.
En los 1980s, el movimiento autónomo francés disminuyó en actividad aunque permaneció activo en algunas revueltas y okupas. En esta década publicó los periódicos CAT Pages (1981-1982), Rebelles (1981-1993), Tout ! (1982-1985), Molotov et Confetti (1984), Les Fossoyeurs du Vieux Monde, La Chôme (1984-1985) y Contre (1987-1989).
En los noventa y 2000 ha estado envuelto en las luchas de los migrantes (Collective Des Papiers pour tous (1996) y Collectif Anti-Expulsion (1998-2005)), de los desempleados (Travailleurs, Chômeurs, et Précaires en colère TCP), y l'Assemblée générale des chômeurs de Jussieu ("Asamblea General de los desempleados de Jussieu"). También se envolvió en las luchas del movimiento antiglobalización. Algunas publicaciones importantes son Quilombo (1988-1993), Apache (1990-1998), Tic-Tac (1995-1997), Karoshi (1998-1999), y Tiqqun (1999-2001).
En el año de 2003 en diciembre cientos de desempleados irrumpieron en un supermercado muy conocido y llevaron una acción que llamaron autoreducción de precios. Así mismo el movimiento participó en las protestas de 2006 contra la nueva ley de educación.
Alemania

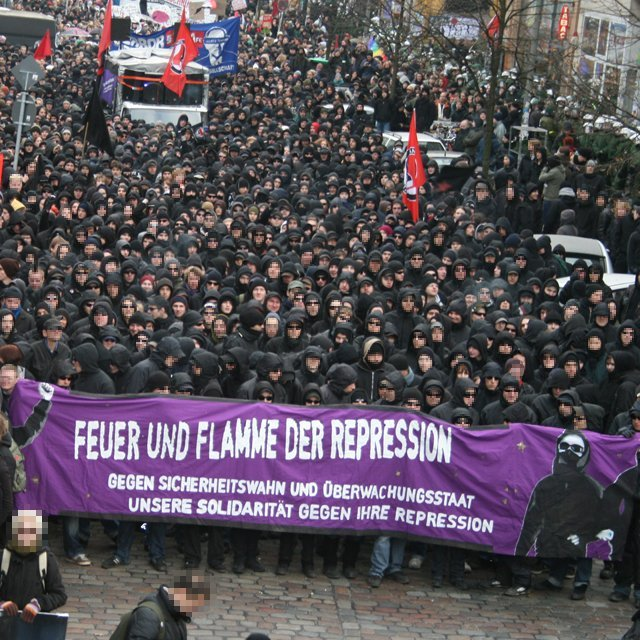
Bloque negro durante una manifestación en Hamburgo, Alemania, el 15 de diciembre de 2007.

En Alemania, el término Autonome se usó a fines de los años setenta para llamar a los sectores más radicales de la izquierda y en algunos casos a los sectores anarquistas y anarco-comunistas. Estos movimientos participaban en acciones como aquellas en contra de las plantas nucleares de energía (Brokdorf 1981, Wackersdorf 1986) y aquellas en contra de la construcción de aeropuertos (Frankfurt 1976-1986). El movimiento okupa también fue muy activo desde los sesenta y en este participaban los autonome.
Las tácticas de los autonome incluían la construcción de barricadas y el lanzamiento de piedras y cócteles molotov a la policía. Debido a su atuendo (ropa negra, máscaras de esquí, escudos) los autonome fueron llamados Der Schwarze Block por los medios de comunicación alemanes masivos, y estas tácticas son similares y anunciaron las actuales de Bloque Negro.
Hoy en día el movimiento autónomo alemán se concentra en el antifascismo, el ecologismo, el movimiento de migrantes, el feminismo, y otras causas.

### Autonomismo en América Latina
Las visiones de marxismo libertario tuvieron poca difusión e influencia en América Latina hasta los años sesenta. En esta década de todas formas el freudomarxismo y las posturas de la Escuela de Frankfurt tuvieron una fuerte influencia en el movimiento estudiantil mexicano que padeció la matanza de Tlatelolco en 1968. En todo caso la mayoría de la nueva militancia joven de izquierda en América Latina hasta los ochenta asumió posiciones dentro del espectro de la socialdemocracia o del marxismo-leninismo en sus variantes típicas de la época, como el guevarismo, el maoísmo o el trotskismo. Las ideas autonomistas italianas o europeas tuvieron poca o nula difusión en América Latina hasta esta época. En algunos lugares, como Brasil o Argentina, existían grupos de tendencia anarquista con alguna influencia en sectores de obreros y estudiantes. De todas formas vale la pena resaltar como una cultura más libertaria de izquierda política venía lentamente en gestación desde los sesenta, sobre todo motivada, como en Europa, por la insatisfacción por el burocratismo, autoritarismo y vanguardismo de la izquierda política tradicional. 
Así pues esta cultura se expresó en algunas secciones del movimiento estudiantil latinoamericano a partir de la década de los ochenta. En eventos como las revueltas contra la dictadura de Augusto Pinochet en Chile, las acciones eran coordinadas en forma más en red y el vanguardismo de la izquierda tradicional pesaba poco. En estas acciones participaban movimientos estudiantiles, barriales, o de trabajadores. Similares situaciones se dieron en las luchas contra las dictaduras de los setenta y ochenta pero la mayor atención y liderazgo lo tenían la izquierda tradicional y las guerrillas marxistas-leninistas, como el FPMR, de Chile, la guerrilla maoísta Sendero Luminoso, de Perú, o el FMLN, el FSLN y la UNRG en América Central. 

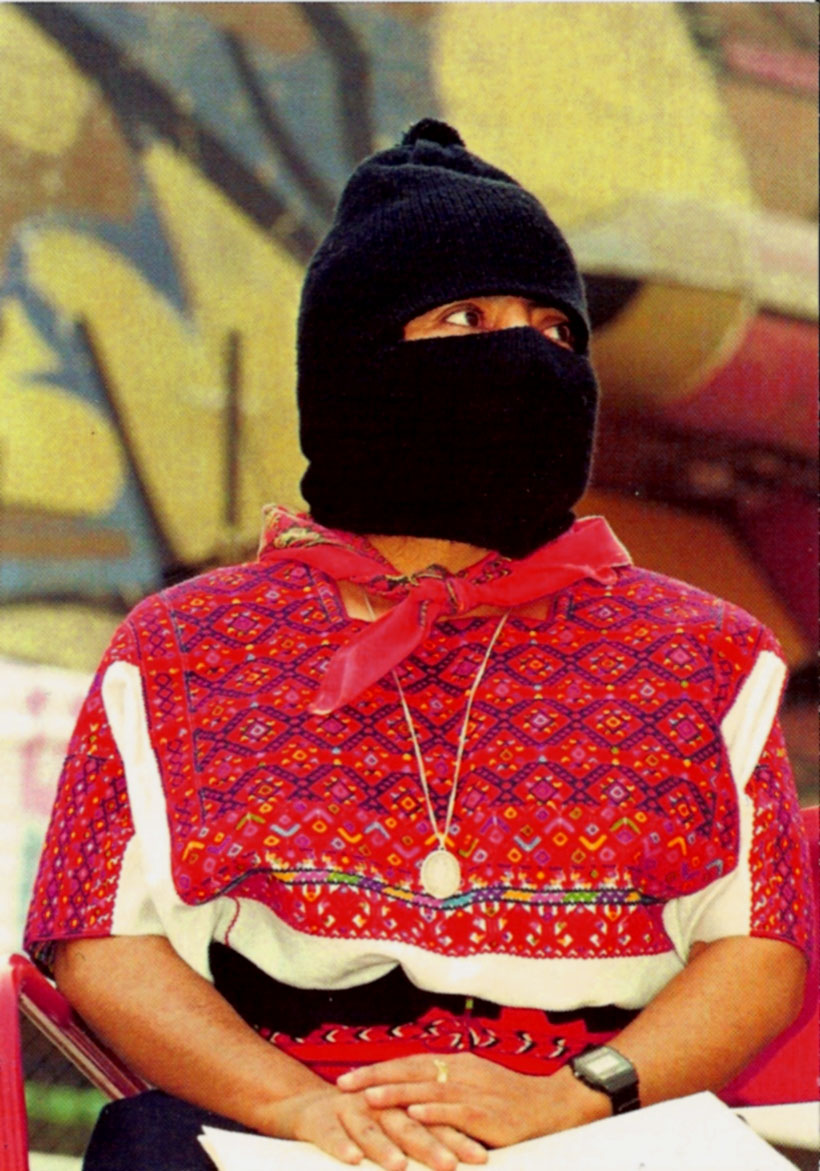
La Comandanta Ramona (1959-2006) del Ejército Zapatista de Liberación Nacional.

Un quiebre importante tanto en las formas como en la teoría se dio con la caída del Muro de Berlín. La situación llamaba al replanteamiento de las tácticas y las formas fuera del vanguardismo, el burocratismo y el autoritarismo. El movimiento más importante que influenció una línea política más autónoma y libertaria fue el EZLN cuando se alzó en armas públicamente, el primero de enero de 1994, justo cuando se ponía en práctica el TLCAN. Este se planteó como un movimiento de resistencia más que uno de toma del poder, así como uno con base social en las comunidades indígenas del estado mexicano de Chiapas. Esto significaba un quiebre significativo con las formas del marxismo-leninismo clásico. La cultura política del EZLN comenzó a influenciar a movimientos estudiantiles y de todo tipo en México así como motivó la solidaridad y la adhesión de una gran diversidad de movimientos sociales en la iniciativa conocida como Frente Zapatista de Liberación Nacional o FZLN. 
El EZLN en 1995 decidió organizar un Encuentro Intercontinental por la Humanidad y contra el neoliberalismo al cual asistieron muchas organizaciones políticas y sociales de todo el mundo. En este encuentro y los siguientes sería notoria la participación de movimientos autonomistas y libertarios europeos de España e Italia. Estos movimientos europeos giran en mucho alrededor de las iniciativas autónomas en las cuales tienen especial importancia las de centros sociales y okupas. La influencia posterior del neozapatismo en estos movimientos sería importante así como la solidaridad que se manifestó en la organización en Europa de comités de solidaridad con la causa zapatista. 
En el siguiente extracto de una entrevista al militante autónomo italiano contemporáneo Luca Casarini podemos ver el encuentro que se dio entre las perspectivas autónomas italianas con el neozapatismo latinoamericano:

"El '94 es el año fundamental en el que alcanzamos el espíritu de lo que ya éramos, conseguimos ver un sueño nuevamente. Hasta entonces había habido un gran trabajo de automotivación, de construcción de resistencia, de pequeñas hipótesis de perspectiva, pero faltaba algo, faltaba un sueño común, un empujón de imaginario, alguien que nos dijera que tenemos hermanos y hermanas en otras partes del mundo, que nos indicara algo. El 94 ha sido para nosotros la salvación: el levantamiento zapatista. Empezamos a aprender de los hermanos zapatistas todo aquello que nos servía para poder movernos en este nuevo mundo, aprender a producir experiencias innovadoras, nuevos lenguajes, nuevos lugares, nueva política. El levantamiento zapatista rompe todos los paradigmas, y nos da también una extraordinaria fuerza de imaginario y de sueño, y rompe también los paradigmas de toda la izquierda, incluso la extraparlamentaria; el paradigma de la toma del poder, del enfrentamiento militar, de la dictadura del proletariado, de la configuración unívoca de la clase. El zapatismo se dirige a los gais, a las lesbianas, a los jóvenes, precarios y parados, no usa el término "proletariado", que podía convertirse en un fetiche que no explicara las modificaciones de la sociedad postfordista en la que la figura social productiva se da como atomización y multiplicación de las figuras sociales productivas, que ya no tenían como centro la gran fábrica, sino la transmigración de la gran fábrica a la fábrica social. Hablamos de una dimensión biopolítica, que llevaba al capital neoliberal a traspasar la frontera de la vida, y a ocuparse del ADN, a producir logos y comportamientos sociales, no sólo como dinámicas de control y disciplina, sino como dinámicas de producción. Era necesario aprender lo que significaba construir movimiento, estar dentro de los movimientos, el significado de la acción política de parte pero no autosuficiente. 

Todo esto los zapatistas empiezan a introducirlo y para nosotros es algo extraordinario, es un respiro increíble de alivio. Nos ayuda también a no tener miedo de equivocarnos, nos ayuda a tener un gran estimulo para decir que lo único que podemos perder son las cadenas, que nadie tiene la verdad en el bolsillo, que los "templarios" y los que custodian la memoria son nuestros peores enemigos, porque la historia está todavía por construir, que no hay una línea política, sino experimentaciones, experiencias, ejemplos. Nos ayuda a decir que la comunicación es un terreno no sólo de producción, no sólo de control y disciplina, sino un terreno de lucha política y también un terreno de organización. Se consigue una alternativa, que tiene una perspectiva diversa de las clásicas formas de organización, como el partido y el sindicato, a las cuales no sabíamos dar respuesta. Nos habla de comunidad, que no es una comunidad biológica, sino una comunidad de destino. Nos habla de ciudadanía, de derechos de ciudadanía. El zapatismo nos ayuda a decir que local y global son dos esferas que se deben cruzar, que deben vivir en la actividad política que hacemos sin determinar la superioridad de ninguna de ellas. El conflicto y el consenso, todo lo referido, en las sociedades modernas, a la producción de opinión, a la fuerza de convencer, cosas que hasta entonces estaban en nuestra cabeza, en nuestro estómago, pero sin organizarse. Se comienza a escribir una nueva historia, una nueva palabra de la liberación. Desde aquí damos un salto, y comienzan las experiencias más innovadoras; el inicio en el nordeste de los trabajos sobre federalismo, la reapropiación de los medios administrativos como dinámica de radicalidad, de un nuevo mecanismo de la práctica del conflicto, etc.".
 Luca Casarini

Aquí pues se dio un interesante encuentro entre realidades muy diferentes a través de perspectivas similares de la lucha y el cambio social revolucionario. Pero en forma todavía más importante lo que se comenzaba a dar aquí es tal vez los inicios del movimiento alterglobalización, el cual despegaría sobre todo después de las Manifestaciones contra la cumbre de la OMC en Seattle, en 1999. Los encuentros zapatistas internacionales fueron quizás las primeras iniciativas de este movimiento de carácter global. 
En el ámbito latinoamericano la influencia zapatista comenzó a tomar fuerza expresiva a través de los movimientos alterglobalización de la región, visibles a través de las manifestaciones contra el "libre comercio" desde los noventa. De todas formas se advierten especificidades en este tema:

"La influencia del zapatismo puede rastrearse en buena parte de los movimientos juveniles y estudiantiles de todo el continente; existe fuerte empatía entre los movimientos indígenas continentales y el zapatismo, sin duda, porque comparten una misma cosmovisión; por el contrario, fuera de estos espacios, el impacto del zapatismo no es tan evidente, aunque la crisis de las izquierdas partidarias y las dificultades que atraviesa el movimiento popular han convertido al EZLN en un referente necesario, aunque aún lejano. En líneas generales, las huellas que va dejando el zapatismo en América Latina son más visibles en el movimiento social argentino que emergió en las jornadas del 19 y 20 de diciembre de 2001 que en el resto del continente. Quizá, por tratarse del más reciente, menos institucionalizado y más abierto de los movimientos que recorren la región.

Vale la pena destacar que buena parte de los referentes de la Coordinadora Aníbal Verón son jóvenes que se formaron en lecturas zapatistas, cuando a mediados de los noventa los comunicados del subcomandante Marcos cautivaban a los jóvenes, desde los estudiantes universitarios hasta los desocupados de barrios marginales. Una de las peculiaridades del caso argentino respecto al zapatismo es la identificación de un sector del público roquero, y de las bandas de rock, con Marcos y el EZLN.

Desde mediados de los noventa, gracias al doble influjo de la experiencia zapatista y de las nuevas culturas juveniles, fue ganando terreno la idea de horizontalidad. En un principio, se trataba de un rechazo visceral de las prácticas centralistas y jerárquicas de la izquierda y los sindicatos. Puesta a andar, la propia horizontalidad fue ganando espacios, expandiéndose, y terminó enriqueciendo la vida cotidiana de grupos de mujeres, de jóvenes y cada vez más de desocupados y campesinos. Merece destacarse el caso de la organización HIJOS (Hijas e hijos por la Identidad y la Justicia contra el Olvido y el Silencio), de desaparecidos por la dictadura, de Argentina. La profundidad de sus definiciones corre pareja con la profundidad de sus acciones: en pocos años se ganaron el respeto del conjunto del movimiento popular, de los medios y los intelectuales y, sobre todo, consiguieron que la acción que los caracteriza, el “escrache” (concentración frente al domicilio de un genocida para que lo conozca toda la comunidad), haya sido adoptada por amplias franjas de la sociedad en los períodos de mayores movilizaciones.

Detenerse en la experiencia de HIJOS supone iluminar una forma de pararse en las luchas sociales muy similar a la del zapatismo. HIJOS se define como una “organización horizontal con voluntad de consenso”. Ha hecho de la asimetría una seña de identidad: “No tiene sentido referenciarnos todo el tiempo en el enemigo, y como el enemigo dice ‘blanco’ nosotros, para combatir al sistema, debemos decir ‘negro’” (Situaciones, 2002a). No buscan que la justicia castigue a los genocidas ni proponen siquiera un “castigo popular”, sino algo más profundo: que cada barrio en el que viven sea su cárcel, que cada vecino su carcelero. Al apostar por el castigo social buscan implicar (y lo hacen) al conjunto de las redes y organizaciones de cada lugar en los “escraches”, de modo que trabajan durante meses con ellos, deslindando con los tiempos del sistema y de los medios y atendiendo sólo los “tiempos interiores” del movimiento social. Los resultados son sorprendentes: no sólo decenas de asambleas vecinales realizaron a lo largo de 2002 cientos de escraches a militares genocidas, sino que muchos debieron trasladarse, toda vez que los vecinos les negaban el saludo y tenían grandes dificultades para comprar el pan y el diario en el barrio. Para HIJOS, la horizontalidad y la reconstrucción de los lazos solidarios destruidos por la dictadura son ejes tan importantes como el castigo a los genocidas. O sea, cuestiones de principios
 Raul Zibechi

Así pues se ha manifestado la influencia del zapatismo en el continente en expresiones activistas de nuevos militantes jóvenes en muchos casos inclusive ajenos a la experiencia formativa dentro del marixsmo-leninismo clásico o la social democracia. El caso argentino merece atención así aunque similares casos se dan en otros lados del continente. En este caso pues vale la pena mencionar los aportes recientes a la teoría autonomista que surgieron al calor de la experiencia zapatista mexicana como son los del sociólogo escocés radicado en México John Holloway. En su famoso tratado Cambiar el mundo sin tomar el poder se encuentran las reflexiones de marxismo libertario de la Escuela de Frankfurt con las prácticas del neozapatismo y las reflexiones autonomistas italianas y de otros lados. Estas reflexiones así pues tuvieron eco en otros lugares:

"El impacto del “no tomar el poder estatal” en el movimiento piquetero y asambleario, puede verificarse de forma muy directa: Argentina es el país donde tanto las tesis de Holloway como las del EZLN han traspasado las fronteras de la intelectualidad y la militancia para hacerse carne en amplias franjas del movimiento social, contando con una difusión inusitada en otros países latinoamericanos".
Raul Zibechi

Con la influencia del zapatismo en México, también se vio el surgimiento de nuevas organizaciones armadas que representaron un punto de ruptura importante con la visión tradicional del marxismo leninismo, así como con la tradición del vanguardismo guerrillero y el foquismo.  Es de notar el caso en México del Ejército Revolucionario del Pueblo Insurgente (ERPI).  Esta organización sostiene que la construcción de una nueva sociedad no es un proceso a posteriori, es decir, que la revolución no es una promesa futura, sino que se lleva a cabo "aquí y ahora" a partir de la construcción del "poder popular". Según Jacobo Silva Nogales, excomandante fundador del ERPI:

"El poder popular necesariamente debe impulsar cambios profundos, que abarquen también el nivel microsocial: que quiere acabar con la represión en la familia, en la escuela, en el trabajo, en las culturas. Por eso es que el poder popular se debe construir, sin excusa ni pretexto, en el aquí, en el ahora, desde abajo y hasta sus últimas consecuencias"
Jacobo Silva Nogales

Aunque esta organización no se define necesariamente como autonomista, sus planteamientos se enmarcan en las tendencias del autonomismo latinoamericano. A pesar de ser una organización guerrillera, los objetivos planteados por la organización que habla de autogestión y autonomía están más lejos del guevarismo que del autonomismo.  Y en esto se pueden ver muchas coincidencias con el zapatismo.  En su página web se puede leer que:

"No queremos tomar el poder político para nosotros, ni para alguna otra organización en particular, ni que sea ejercido por alguna organización –del tipo que sea- en interés del pueblo. Ni el poder de una sola clase social. Queremos el poder del pueblo en su propio interés. Será precisamente el pueblo quien decida las formas y modalidad de su gobierno, además de la forma en que éste sea vigilado por el mismo pueblo. La máxima zapatista para todos todo, nada para nosotros expresa claramente este planteamiento... Nuestra organización se plantea, antes que nada, construir el poder popular que permita el ejercicio de la soberanía popular, para que el pueblo pueda gobernarse a sí mismo, de manera democrática. Luchamos, en otras palabras, por una transformación revolucionaria de la sociedad."
 

Es claro que en la cultura de los nuevos militantes jóvenes radicales latinoamericanos también pesan la influencia de movimientos de masas como el MST brasileño o los movimientos indígenas como la CONAIE en Ecuador y posteriormente los movimientos argentinos que tomaron visibilidad después del argentinazo o los movimientos indígenas, campesinos y barriales de Bolivia. Estos movimientos en alguna u otra forma mostraban alternativas reales al vanguardismo, burocratismo y dogmatismo de la izquierda marxista-leninista tradicional o al electoralismo y reformismo de la socialdemocracia, en estas épocas tan afincada en posiciones light. 
En algunos países en los años 2000 en América Latina se comenzó a ensayar en forma importante experiencias alrededor de centros sociales así como ya existían desde décadas anteriores experiencias de radio libre. Esto espacios suelen tener una marcada tendencia juvenil cuando son urbanos y en ellos coexisten la subculturas juveniles radicales junto con la militancia autónoma anticapitalista, caso en el cual podemos situar las experiencias colectivas llevadas a cabo en Valparaíso, Chile, por Columna Negra. En las experiencias de radio libre de movimientos rurales como las emisoras de radio del EZLN los contenidos son diferentes aunque las características de medios de comunicación alternativos se mantengan. 
A la mitad de los años 2000 la entrada de los gobiernos progresistas de centro izquierda causó que algunos sectores de movimientos sociales previamente autónomos entren dentro de la esfera de influencia y liderazgo de estos. El debate en el área presenta nuevas condiciones a considerar y en este inclusive ha decidido tomar parte Antonio Negri con su libro escrito con Giuseppe Cocco titulado GlobAL: Biopoder y luchas en una América Latina globalizada. En este él propone un conflicto entre el "gobierno de la interdependencia" y el “bloque biopolítico” del capital. Este último se podría entender como el imperialismo y el primero el bloque de gobiernos y movimientos sociales progresistas latinoamericanos actuando en creciente conciencia de interdependencia en la lucha. 
Desde otros sectores asociables al autonomismo las perspectivas han sido analizadas menos entusiastamente que las que el "gurú" teórico del autonomismo italiano Antonio Negri realiza en GlobAL. Así pues el uruguayo Raúl Zibechi ha manifestado que "hasta ahora, sólo los movimientos sociales tienen experiencias concretas de construcción de contrapoderes o, si se prefiere, de poderes no estatales, que no son calco y copia del centralismo estatista. En algunos países, de modo muy particular en Bolivia y Ecuador, existen potentes movimientos desde mucho antes de la llegada a palacio de Evo Morales y Rafael Correa. Ahí pueden –sólo pueden- consolidarse y expandirse experiencias que hasta ahora se han verificado a escala local y territorial, experiencias puntuales si se quiere, pero que pueden marcar el rumbo de formas de hacer –que de eso se trata- diferentes a las ya conocidas. Falta por ver si el aparato estatal, en manos ahora de personas afines a los movimientos, puede representar un paso adelante en la expansión de estas experiencias o, como ha sucedido en tantas otras ocasiones, su ocaso, ya sea por la vía de la cooptación o de la aniquilación burocrática".